# Sonorella hachitana
Sonorella hachitana är en snäckart som först beskrevs av Dall 1896.  Sonorella hachitana ingår i släktet Sonorella och familjen Helminthoglyptidae. Inga underarter finns listade i Catalogue of Life.